# Kasper Boogaard
Kasper Boogaard (* 29. Januar 2006 in Den Burg) ist ein niederländischer Fußballspieler.
Er spielt auf der Position des defensiven Mittelfeldspielers und für AZ Alkmaar, wobei er dort zum Kader der zweiten Mannschaft gehört. Zudem ist er niederländischer U19-Nationalspieler.

## Karriere

### Verein
Kasper Boogaard spielte anfänglich auf der Nordseeinsel Texel bei Texel’94, bevor er in die Akademie von AZ Alkmaar wechselte. Am 5. Februar 2024 kam er beim 1:0-Sieg im Zweitligaspiel gegen Roda JC Kerkrade zu seinem ersten Einsatz für die Zweitvertretung von AZ.

### Nationalmannschaft
Am 25. März 2025 gab Kasper Boogaard beim 4:0-Sieg in Chomutov gegen Tschechien anlässlich der Eliterunde der Qualifikation für die Europameisterschaft 2025 sein Debüt für die niederländische U19.